# Hippetsweiler
Hippetsweiler is een plaats in de Duitse gemeente Wald (Hohenzollern), deelstaat Baden-Württemberg, en telt 182 inwoners (2008).